# Boissonneaua
Genre
Boissonneaua est un genre de colibris (famille des Trochilidae) comprenant trois espèces présentes au nord-ouest de l'Amérique du Sud (Colombie, Équateur).
Ce genre a été nommé en hommage à Auguste Boissonneau.

## Liste des espèces
Selon la classification de référence du Congrès ornithologique international (version 2.10, 2011) et ITIS (1 déc. 2011) :
- Boissonneaua flavescens (Loddiges, 1832)
- Boissonneaua jardini (Bourcier, 1851)
- Boissonneaua matthewsii (Bourcier, 1847)